# Grovesiella
Grovesiella — рід грибів родини Tympanidaceae. Назва вперше опублікована 1969 року.

## Класифікація
Згідно з базою MycoBank до роду Grovesiella відносять 3 види:
- Grovesiella abieticola
- Grovesiella grantii
- Grovesiella ledi